# Stade de la Cavée verte
Stade de la Cavée verte – piłkarski stadion w Hawrze, we Francji. Był to domowy stadion klubu Le Havre AC do roku 1970, gdy klub przeniósł się na nowy stadion Stade Jules-Deschaseaux.
W Hawrze rozegrane zostało jedno spotkanie piłkarskich Mistrzostw Świata 1938, mecz pomiędzy Czechosłowacją a Holandią zakończony zwycięstwem Czechosłowacji 3:0 po dogrywce. Według niektórych źródeł spotkanie to odbyło się na Stade de la Cavée verte, jednak w rzeczywistości mecz ten rozegrano na Stade Municipal (obecnie Stade Jules-Deschaseaux).